# 国鉄デハ6260形電車
デハ6260形は、かつて日本国有鉄道の前身である鉄道院、鉄道省に在籍した直流用電車である。

## 概要
1909年（明治42年）度に10両が新製されたホデ1形（後のホデ6100形、デハ6250形）に次いで、製造された木製で両運転台式の三等制御電動車で、1911年（明治44年）度および1912年（明治45年）度に鉄道院新橋工場で19両が製造された。
製造時にはホデ6110形（6110 - 6128）と称した。1913年（大正2年）4月22日には、車両形式称号規程の改正にともなって、記号を「ナデ」に改め、さらに、1914年（大正3年）8月29日付けでデハ6260形（6260 - 6278）に改称されている。
車体は16m級の木製車体で、出入り台は開放式で両端部に設けられているほか、車体中央部にも引戸式の客用扉が増設され、客室と直結されていた。出入り台の中央部に運転台が設けられたが、客用の部分と区分はされていない。一方、前面は半円形に大きく湾曲した5枚固定窓で、出入り台中央部の幅を広くすることで、運転手と乗客が交錯しないよう配慮されている。側面窓は下降式の一段窓となっており、窓配置はV222D222V。屋根は、出入り台部分を含めてモニター屋根とされ、通風器はなかったが、後に水雷形通風器が片側4個設けられた。車体幅は、車両限界の小さい中央線でも共通に使用できるよう、2500mm幅とされた。
足回りについては、台車は製造時はホデ6100形と同様の板台枠式であったが、後年、釣合梁式の明治43年電車用標準型に交換された。制御装置は最初の10両が直接式、以降は総括制御可能な間接式となった。電動機は、シーメンス・シュケルト製のD-58W/F(70PS)や甲武鉄道引継ぎの二軸車から流用したゼネラル・エレクトリック製(45.5PS)が使用された。集電装置は、トロリーポールがモニター屋根の前後に2本ずつ装備されている。
車内の天井には木板の内張り、床にはリノリウムが張られ、座席は背ずりまでモケットを張り、灯具は二等車並みという仕様であった。

## 標準化改造
本形式は、後に製造された標準型に比べ、特殊な形状であったため妻面の角型化、出入り台側面への折戸の追加（後年引戸化）、中央扉の踏み段撤去などの標準化が行われた。これらの標準化は、1920年（大正9年）10月から1921年（大正10年）5月までの間に実施された。当初は制御器が直接式であったものも、1919年（大正8年）度までに総括制御可能な間接式に交換されている。

## 新宿電車庫火災、関東大震災による廃車
1916年（大正5年）11月24日、新宿電車庫が火災により焼失し、同庫に配属されていた電車20両も焼失した。本形式では、5両（6260, 6265, 6266, 6274, 6276）が被災し、同年11月23日付けで廃車されている。当時輸入に頼らざるをえず貴重品であった電装品については、焼け残ったものはデハ6380形新製の際に再用されている。
また、1923年（大正12年）9月1日に発生した関東大震災では、2両（6267, 6268）が失われている。

## 譲渡
残ったものは、1924年（大正13年）度に4両（6261 - 6264）、1925年（大正14年）度に8両（6269 - 6273, 6275, 6277, 6278）が廃車され、目黒蒲田電鉄に譲渡された。ただし、6272と6273の2両は譲渡時に6282, 6281と振り替えられている。
目黒蒲田電鉄に譲渡されたもののうち1925年譲受の7両は駿豆鉄道に、1両は芝浦電気を経て鶴見臨港鉄道に譲渡され、1943年に再国有化後、さらに日立電鉄に譲渡された。
目黒蒲田電鉄に残った4両は、鋼体化の後、東京急行電鉄デハ3300形となっている。譲渡の状況は次のとおりである。殊に日立電鉄に渡った6273は、1970年代まで現役で使用されるという長命を保った。
- 6261 → 目黒蒲田電鉄デハ21 → モハ21 → モハ150 → 東急デハ3301
- 6262 → 目黒蒲田電鉄デハ22 → モハ22 → モハ156 → 東急デハ3306
- 6263 → 目黒蒲田電鉄デハ23 → モハ23 → モハ157 → 東急デハ3307
- 6264 → 目黒蒲田電鉄デハ24 → モハ24 → モハ158 → 東急デハ3308

- 6269 → 目黒蒲田電鉄デハ31 → 駿豆鉄道モハ31
- 6270 → 目黒蒲田電鉄デハ32 → 駿豆鉄道モハ32
- 6271 → 目黒蒲田電鉄デハ33 → 駿豆鉄道モハ33
- 6272 → 目黒蒲田電鉄デハ34 → 駿豆鉄道モハ34
- 6273 → 目黒蒲田電鉄デハ35 → 芝浦電気モハ35 → 鶴見臨港鉄道モハ201 → モハ141 → 鉄道省 → 日立電鉄クハ141
- 6275 → 目黒蒲田電鉄デハ36 → 駿豆鉄道モハ35 → クハ24
- 6277 → 目黒蒲田電鉄デハ37 → 駿豆鉄道モハ36
- 6278 → 目黒蒲田電鉄デハ38 → 駿豆鉄道モハ37